# Zebrasoma rostratum
Zebrasoma rostratum is een straalvinnige vissensoort uit de familie van doktersvissen (Acanthuridae). De wetenschappelijke naam van de soort is voor het eerst geldig gepubliceerd in 1875 door Günther.